# L'Entourage
Pour les articles homonymes, voir Entourage.
L'Entourage est un collectif de hip-hop français, originaire de Paris. Formé en 2008, il est composé de onze rappeurs : Deen Burbigo, Doums, Ethan Rabier, Eff Gee, Fonky Flav', Mekra, Nekfeu, Alpha Wann, Framal, Jazzy Bazz et 2zer. Le collectif compte aussi d'autres membres qui ne rappent pas comme Candy Cotton, Abou, etc.. Ils comptent un album studio, Jeunes Entrepreneurs, publié en 2014.

## Biographie
Le collectif est formé en 2008. Plusieurs membres proviennent des groupes 1995 (Fonky Flav' et Alpha Wann) et S-Crew (Framal, Mekra, 2zer), seul Nekfeu appartient aux deux. Le collectif se fait connaître dans le milieu du rap en participant aux battles Rap Contenders en 2011,,.
Quatre ans après la formation de l'Entourage, Guizmo quitte le projet.
Le premier album studio du collectif, Jeunes entrepreneurs, publié en 2014, atteint la deuxième place du hit-parade français. Le collectif effectue une tournée en soutien à l'album, faisant notamment un concert à l'Olympia le 14 juin 2014.